# 자그레브 국립 대학 도서관

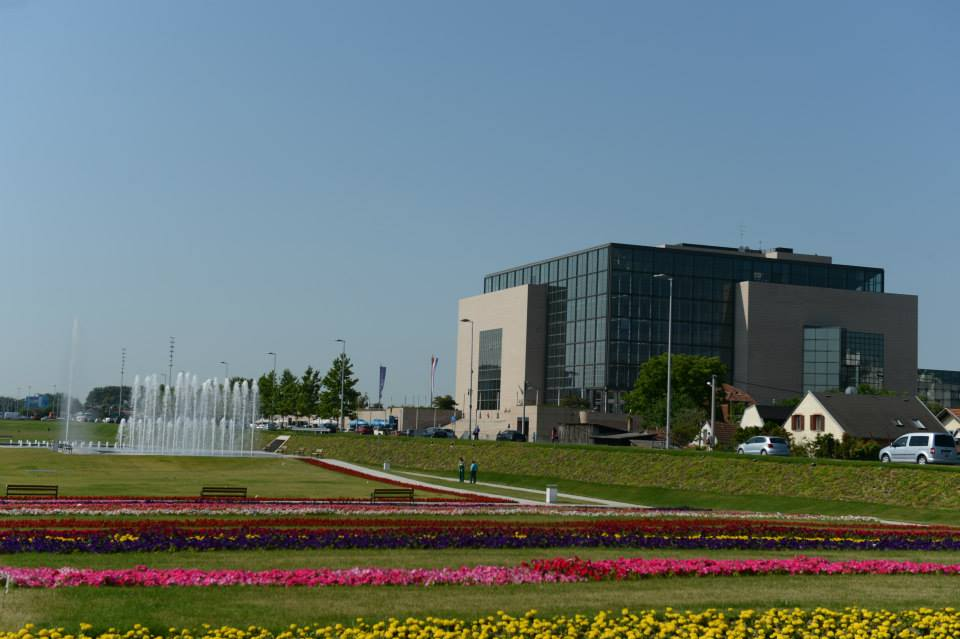
자그레브 국립 대학 도서관

자그레브 국립 대학 도서관(크로아티아어: Nacionalna i sveučilišna knjižnica u Zagrebu)은 크로아티아 자그레브에 위치한 국립도서관이다.